# Possum Trot
La zone non incorporée de Possum Trot est située dans le comté de Shelby, dans l’État du Texas, aux États-Unis. Possum Trot se trouve à la frontière avec la Louisiane.